# Норвегізація (культура)
Норвегізація (норв. Fornorsking) – це культурна асиміляція етнічних меншин у панівну культуру Норвегії та їхній перехід на норвезьку мову.
Цей термін використовується, зокрема, для опису активної асиміляційної політики норвезької влади щодо саамів і квенів у Північній Норвегії з середини XIX століття до повільного зародження ідей культурного рівнопра'я після Другої світової війни. Інші етнічні меншини, такі як скандинавські роми, також зазнали політики норвегізації.
20 червня 2017 року парламент Норвегії ухвалив рішення про створення Комісії правди та примирення для розслідування наслідків політики норвегізації. Це було зроблено за пропозиціями Саамського парламенту Норвегії та депутатів від Соціалістичної лівої партії Кірсті Бергсто та Торгейр Кнаг Фюлькеснес. У 2018 році було затверджено склад Комісії.